# Grzegorz Rudkiewicz
Grzegorz Rudkiewicz (ur. 14 maja 1947 w Poznaniu, zm. 4 marca 2017) – polski żeglarz oraz działacz i zawodnik kręglarstwa klasycznego.

## Życiorys
Z zawodu był kreślarzem-pomocą techniczną. Na początku lat 60. XX wieku jako załogant uprawiał żeglarstwo regatowe w klasie „Cadet” reprezentując Polskę w regatach międzynarodowych w Belgii i Wielkiej Brytanii. Był zawodnikiem Międzyszkolnego Żeglarskiego Klubu Sportowego „Viking”. W 1968 wstąpił do Sekcji Kręglarskiej „Czarna Kula” w Poznaniu i w latach 70. XX wieku należał do czołowych zawodników kręglarstwa klasycznego w Polsce. W 1971 uplasował się na trzecim miejscu Mistrzostw Indywidualnych Poznańskiego Związku Kręglarzy, a z drużyną „Czarnej Kuli” zdobył mistrzostwo Poznańskiej Ligi Asfaltowej. W 1972 został klubowym mistrzem „Czarnej Kuli”, zaś na Indywidualnych Mistrzostwach Wielkopolski uplasował się na szóstej pozycji. W 1973 z drużyną „Czarnej Kuli” zajął trzecie miejsce w mistrzostwach Poznańskiej Ligi Asfaltowej. W 1974 zdobył tytuł Mistrza Wielkopolski oraz II Wicemistrza Polski. W 1975 wraz z drużyną „Czarnej Kuli” zdobył tytuł Wicemistrza Polski, a w 1976 tytuł II Wicemistrza Polski oraz tytuł mistrzowski Poznańskiej Ligi Asfaltowej.
Rudkiewicz był również reprezentantem Poznańskiego Związku Kręglarzy podczas turniejów międzynarodowych w Brnie, Chociebużu oraz w Berlinie. Karierę zawodniczą zakończył w 1976. Był sędzią kręglarskim w klasie mistrzowskiej. W latach 1970–1973 piastował funkcję zastępcy sekretarza Poznańskiego Związku Kręglarzy. Pogrzeb odbył się w Poznaniu w dniu 9 marca 2017 na cmentarzu Miłostowo.